# William Pat Jennings

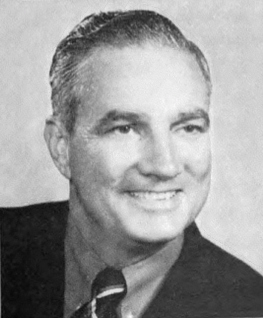
W. Pat Jennings (1971)

William Pat Jennings (* 20. August 1919 in Camp, Smyth County, Virginia; † 2. August 1994 in Marion, Virginia) war ein US-amerikanischer Politiker. Er vertrat den Bundesstaat Virginia als Abgeordneter im US-Repräsentantenhaus.

## Werdegang
Pat Jennings wurde am 20. August 1919 auf einer Farm im Smyth County geboren, wo er die öffentliche Schule besuchte. Danach machte er 1941 seinen Bachelor of Science am Virginia Polytechnic Institute in Blacksburg. Während des Zweiten Weltkrieges verpflichtete er sich im Juli 1941 in der US Army. Er diente zuerst zwei Jahre in den Vereinigten Staaten, danach zwei weitere Jahre in Europa und schließlich ein halbes Jahr bei der 29. Infanterie als Zugführer, Kompaniekommandant und Operationsoffizier. Danach war er Ausbilder des Reserve Officer Training Corps an der University of Illinois. Anschließend wurde er im Dienstgrad eines Major im Mai 1946 entlassen. Danach war er ein Automobil- und Farmgerätehändler in Marion von 1946 bis zu seinem Tod. Er betätigte sich auch in der Viehzucht.
Jennings war Delegierter zu den Democratic National Conventions der Jahre 1952, 1956, 1960 und 1968. Des Weiteren wählte man ihn 1947 zum Sheriff von Smyth County sowie 1951 bei einer Wiederwahl. Er übte diese Tätigkeit bis 1954 aus. Danach wählte man ihn als Demokrat in den 84. und die fünf nachfolgenden Kongresse. Seine Amtszeit als Vertreter des neunten Wahlbezirks von Virginia belief sich vom 3. Januar 1955 bis zum 3. Januar 1967. Er kandidierte 1966 für den 90. Kongress, scheiterte aber. Vom 10. Januar 1967 bis zu seinem Rücktritt am 15. November 1975 hatte er als Nachfolger von Ralph R. Roberts den Verwaltungsposten des Clerk im Repräsentantenhaus inne. Danach war Jennings noch Präsident der Slurry Transport Association.
In seiner Amtszeit im Kongress als Abgeordneter war er 1956 an der Verfassung des Southern Manifesto beteiligt, das sich gegen die Rassenintegration an öffentlichen Einrichtungen aussprach.